# Orthodoxe Bischofskonferenz in Österreich

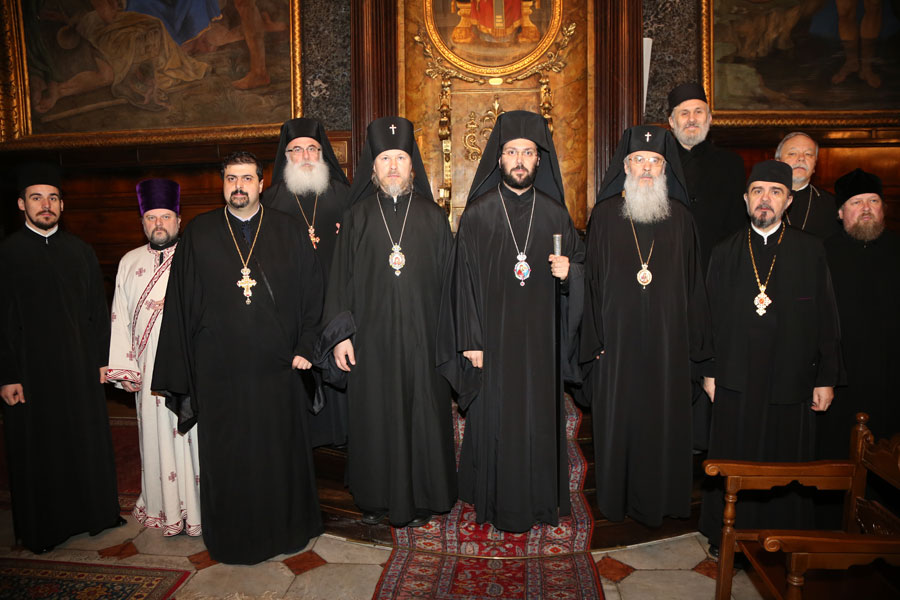
Einige für das Gebiet Österreichs (ehemals) zuständige Bischöfe (2013); zentral von links: Mark (Golowkow), Arsenios (Kardamakis), Serafim (Joantă)

Die Orthodoxe Bischofskonferenz in Österreich, kurz OBKÖ, ist der Zusammenschluss der orthodoxen Bischöfe aller Diözesen in Österreich. Die neun Mitglieder bestehen aus den jeweiligen Bischöfen. Vorsitzender ist der Vertreter des Ökumenischen Patriarchats von Konstantinopel, aktuell Metropolit Arsenois (Kardamakis). Die Bischofskonferenz vertritt die rund 500.000 orthodoxen Christen in Österreich. 

## Geschichte
Die Orthodoxe Bischofskonferenz in Österreich ist Resultat der vierten vorkonziliaren panorthodoxen Konferenz in Chambesy. Dort wurde beschlossen, dass die Bischöfe einer Region in der Diaspora sich in Bischofsversammlungen zusammenfinden sollten. Am 8. Oktober 2010 fand in Wien die konstituierende Sitzung statt. Erster Vorsitzender wurde Metropolit Michael (Staikos). Ihm folgte im Jahr 2012 Metropolit Arsenois (Kardamakis) nach.
Am 4. November 2019 tagten zum ersten Mal die Orthodoxe Bischofskonferenz und die katholische Österreichisches Bischofskonferenz gemeinsam.
Seit 2012 – initiiert durch die Bischofskonferenz – wird in regelmäßigen Abständen das panorthodoxe Jugendtreffen veranstaltet.

## Struktur
Den Vorsitz der Bischofskonferenz hat ex officio der jeweilige Vertreter des Ökumenischen Patriarchats von Konstantinopel inne.
Zwar besitzt auch die Russische Orthodoxe Kirche im Ausland in Österreich Gemeinden, jedoch ist sie nicht in der Bischofskonferenz repräsentiert.
| Autokephale Kirche          | Diözese                                             | Bischof                                                                                        |
| --------------------------- | --------------------------------------------------- | ---------------------------------------------------------------------------------------------- |
| Ökumenisches Patriarchat    | Metropolis von Austria                              | Metropolit Arsenios (Kardamakis) Weihbischof Paisios (Larentzakis) Weihbischof Maximos (Rudko) |
| Patriarchat von Antiochien  | Metropolie von Deutschland und Mitteleuropa         | Metropolit Isaak (Barakat)                                                                     |
| Russisch-orthodoxe Kirche   | Eparchie für Wien und Österreich                    | Bischof Aleksi (Sanotschkin) als Administrator                                                 |
| Serbisch-orthodoxe Kirche   | Diözese von Österreich und der Schweiz              | Bischof Irinej (Bulović) als Administrator                                                     |
| Rumänisch-orthodoxe Kirche  | Metropolie für Deutschland, Zentral- und Nordeuropa | Metropolit Serafim (Joanta)                                                                    |
| Bulgarisch-orthodoxe Kirche | Diözese von West- und Mitteleuropa                  | Metropolit Antonij (Mihalev)                                                                   |
| Georgisch-orthodoxe Kirche  | Diözese für Deutschland und Österreich              | Metropolit Gerassime (Scharaschenidse) als Administrator                                       |